# Erythronium umbilicatum
Erythronium umbilicatum ist eine Pflanzenart aus der Gattung der Zahnlilien (Erythronium) innerhalb der Familie der Liliengewächse (Liliaceae). Die zwei Unterarten kommen in den südöstlichen USA vor.

## Beschreibung

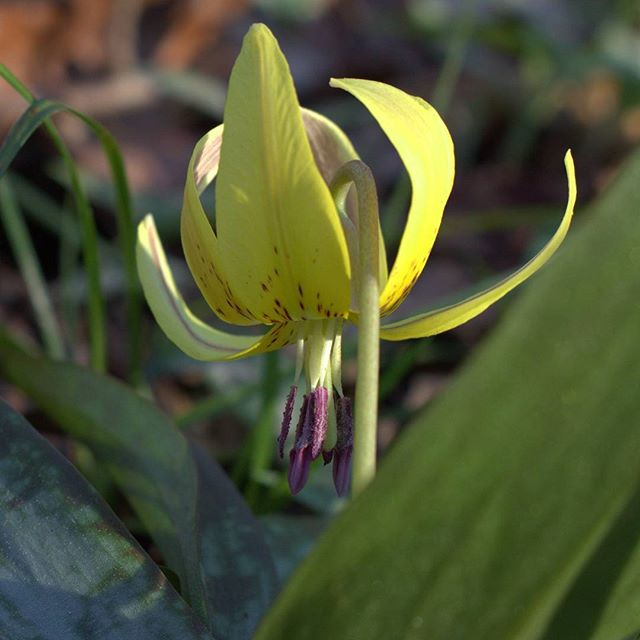
Nickende Blüte

### Vegetative Merkmale
Erythronium umbilicatum ist eine ausdauernde, krautige Pflanze. Als Überdauerungsorgan bildet sie bei einer Länge von 10 bis 25 Millimetern eiförmige Zwiebeln. Je nach Unterart fehlen Ausläufer oder es ist je Zwiebel einer vorhanden.
Erythronium umbilicatum besitzen während der vegetativen Phase ein bodenbürtiges, gestieltes Laubblatt, während der Blütezeit zwei. Die glatte Blattspreite ist bei einer Länge von 5 bis 17 Zentimetern elliptisch bis eiförmig-lanzettlich, mehr oder weniger flach und grün mit unregelmäßigen Flecken. Der Blattrand ganzrandig.

### Generative Merkmale
Der Blütenstandsschaft ist 4 bis 18 Zentimeter lang. Der endständige, traubige Blütenstand enthält nur eine auffällige, nickende Blüte.
Die zwittrige Blüte ist dreizählig. Die sechs gelben Blütenhüllblätter sind während der Anthese stark zurückgebogen und bei einer Länge von 13 bis 30 Millimetern lanzettlich. Es sind manchmal bräunliche Flecken auf der achsenzugewandten Seite vorhanden, die achsenabgewandte Seite ist unterschiedlich stark braun-purpur gefärbt. Die Blütenhüllblätter sind nicht geöhrt.
Die sechs Staubblätter sind 9 bis 18 Millimeter lang. Die schlanken Staubfäden sind gelb und lanzettlich. Die Staubbeutel und der Pollen sind braun, purpurfarben oder seltener gelb. Der oberständige Fruchtknoten besitzt ein eingebuchtes oberes Ende. Der mehr oder weniger stielrunde Griffel ist bei einer Länge von 8 bis 24 Millimetern mehr oder weniger länglich-rund und nicht gelb. Die Narbe weist drei 1,2 bis 1,7 Millimeter lange, ausgebreitete Lappen auf.
Die aufrechten Kapselfrüchte sind bei einer Länge von 10 bis 22 Millimetern verkehrt-eiförmig mit eingebuchten, genabelten oder selten gerundetem oberen Ende. Die Samen sind braun und verkehrt-eiförmig. Bis zur Samenreife krümmt sich der Blütenstandsschaft nach unten und bis die Kapselfrucht dem Boden aufliegt.

### Chromosomensatz
Die Chromosomengrundzahl beträgt x = 12; es liegt Diploidie mit einer Chromosomenzahl bei beiden Unterarten von 2n = 24.

## Ökologie und Phänologie
Bei Erythronium umbilicatum handelt es sich um eine Frühlings-Geophyten. Die Laubblätter verwelken bald nach der Blütezeit. In ihrem Heimatgebiet blüht Erythronium umbilicatum etwa zwei bis drei Wochen lang im zeitigen Frühling von Februar bis März. Die Bestäubung erfolgt durch Honigbienen und Wildbienen. Die Samen werden Ende April oder Mai aus der Kapselfrucht entlassen. Am Samen ist ein Elaiosom vorhanden, dies ist eine Anpassung um von Ameisen ausgebreitet zu werden (Myrmekochorie).

## Standorte
Erythronium umbilicatum gedeiht in sommergrünen Laubwäldern.

## Systematik und Verbreitung
Die Erstbeschreibung von Erythronium umbilicatum erfolgte 1963 Clifford R. Parks und James Walker Hardin in Brittonia, Volume 15, S. 252.
In der Flora of North America North of Mexico. 2002 sind zwei Unterarten verzeichnet:
- Erythronium umbilicatum C.R.Parks & Hardin subsp. umbilicatum: Diese Unterart bildet keine Ausläufer und kommt von West-Virginia bis Alabama, Georgia und im nördlichen Florida vor.
- Erythronium umbilicatum subsp. monostolum C.R.Parks & Hardin: Diese Unterart bildet je Zwiebel einen Ausläufer und kommt nur in North Carolina und Tennessee vor.

## Trivialnamen
Englischsprachige Trivialnamen sind: Dimpled trout-lily, Trout lily, Dog-Tooth Violet, Adder's Tongue, Dimpled Troutlily, Dimpled Dogtooth-Violet, Dimpled Fawn-Lily.